# Орден «Хрест королеви Марії»
Хрест королеви Марії (рум. Crucea Regina Maria) — нагорода Румунії, заснована 17 березня 1917 року королем Фердинандом I для нагородження осіб, які відзначилися в сфері медичного обслуговування (під час війн вручалась за догляд за пораненими).

## Опис
Хрест 1-го класу — срібний рівносторонній хрест, вкритий білою емаллю із позолоченими краями. В центрі хреста на аверсі зображений червоний емалевий хрест, на реверсі — золоті корона і стилізована буква М. Хрест 2-го класу також виготовлявся із срібла, але був вкритий лише позолотою без емалі. Хрест 3-го класу виготовлявся із бронзи без покриття. 
Стрічка нагороди помаранчева. Хрест 1-го класу носили на шиї, 2-го і 3-го класу — на лівому боці грудей.